# Alfredo Coelho de Magalhães
Alfredo Ângelo Coelho de Magalhães (Porto, 5 de setembro de 1919 – 8 de abril de 1988 (68 anos)) foi um arquitecto e político português.

## Biografia
Era filho de Alfredo Rodrigues Coelho de Magalhães, vereador da Câmara Municipal do Porto durante a 1.ª República e governador substituto deste distrito, e descendente de José Estevão Coelho de Magalhães (1809-1862), conhecido parlamentar e publicista.
Licenciado em Arquitectura pela Escola Superior de Belas Artes do Porto (1938-1945) foi autor de numerosos projectos de construção de hotéis, estalagens, moradias e instalações industriais. Na sua obra destacam-se o Complexo de Ofir e o projecto do novo Casino de Espinho, mas também os interiores do restaurante "Regaleira", casa em que nasceu a francesinha.
Foi opositor do Estado Novo, tendo participado activamente nas campanhas eleitorais de Norton de Matos e de Humberto Delgado, de quem foi colaborador próximo. Imediatamente após o 25 de Abril aderiu ao Partido Socialista, filiando-se mais tarde no Partido Social Democrata.
Foi eleito presidente da Câmara Municipal do Porto, em 1980, nas listas da Aliança Democrática.